# Mörk vaxtagging
Mörk vaxtagging (Mycoacia fuscoatra) är en svampart som först beskrevs av Elias Fries, och fick sitt nu gällande namn av Donk 1931. Mörk vaxtagging ingår i släktet Mycoacia och familjen Meruliaceae.  Arten är reproducerande i Sverige. Inga underarter finns listade i Catalogue of Life.